# Rubén Cepeda
Rubén Juan Cepeda Vergara (Quilpué, Chile, 17 de junio de 1994) es un futbolista profesional chileno que se desempeña como Mediocampista en Deportes Rengo de la Segunda División Profesional de Chile.

## Clubes
| Club                 | País  | Año       |
| -------------------- | ----- | --------- |
| Universidad de Chile | Chile | 2008-2014 |
| Deportes Temuco      | Chile | 2015-2021 |
| Lautaro de Buin      | Chile | 2021      |
| Deportes Rengo       | Chile | 2025-Act. |